# Atletas Olímpicos Independientes en los Juegos Olímpicos de Londres 2012
Cuatro atletas olímpicos independientes compitieron en los Juegos Olímpicos de 2012 en Londres, en Reino Unido. Estos fueron los atletas de las antiguas Antillas Neerlandesas, y desde del recién creado Estado de Sudán del Sur. Esta fue la tercera vez que los atletas habían competido como participantes independientes en los Juegos Olímpicos. Ningún atleta logró una medalla olímpica.
Brooklyn Kerlin fue la portadora de la bandera de los atletas durante la ceremonia de apertura.

## Antecedentes

### Antillas Neerlandesas
El Comité Olímpico de las Antillas Neerlandesas había planeado seguir funcionando después de la disolución del territorio en octubre de 2010, pero perdió su membresía por parte del Comité Ejecutivo del Comité Olímpico Internacional (COI) en la sesión del COI de julio de 2011. Sin embargo, a los atletas de las antiguas Antillas Neerlandesas que se clasificaron para los Juegos Olímpicos de 2012, se les permitió participar de manera independiente bajo la bandera olímpica, además de la posibilidad de competir por los Países Bajos (como hizo por ejemplo Churandy Martina) o Aruba (por tener la ciudadanía neerlandesa). Tres atletas de las ex Antillas Neerlandesas participaron como atletas olímpicos independientes.

### Sudán del Sur
Sudán del Sur se independizó de Sudán en junio de 2011. Para los Juegos Olímpicos de 2012, no se había formado un Comité Olímpico Nacional, lo que implicó que los atletas de esta nación no fueran capaces de entrar con un Comité Olímpico Nacional. Guor Marial se clasificó para la maratón masculina y había sido aceptado como un participante olímpico independiente.

## Deportes

### Atletismo
| Atleta              | Origen        | Evento          | Eliminatoria | Eliminatoria | Semifinal | Semifinal | Final     | Final     |
| Atleta              | Origen        | Evento          | Resultado    | Rango        | Resultado | Rango     | Resultado | Rango     |
| ------------------- | ------------- | --------------- | ------------ | ------------ | --------- | --------- | --------- | --------- |
| Liemarvin Bonevacia | Curazao       | 400 m masculino | 45.60        | 3 Q          | 1:36.42   | 8         | no avanzó | no avanzó |
| Guor Marial         | Sudán del Sur | Maratón         | —            | —            | —         | —         | 2:19:32   | 47        |

### Judo
| Atleta            | Origen  | Evento         | Ronda de 64        | Ronda de 32                        | Ronda de 16        | Cuartos de final   | Semifinales        | Repechaje          | Final              | Final     |
| Atleta            | Origen  | Evento         | Oponente Resultado | Oponente Resultado                 | Oponente Resultado | Oponente Resultado | Oponente Resultado | Oponente Resultado | Oponente Resultado | Rango     |
| ----------------- | ------- | -------------- | ------------------ | ---------------------------------- | ------------------ | ------------------ | ------------------ | ------------------ | ------------------ | --------- |
| Reginald de Windt | Curazao | Hombres −81 kg | Derrota            | Ivan Nifontov ( Rusia) L 0004–1000 | No avanzó          | No avanzó          | No avanzó          | No avanzó          | No avanzó          | No avanzó |

### Vela
| Atleta                | Origen  | Evento                | Carrera | Carrera | Carrera | Carrera | Carrera | Carrera | Carrera | Carrera | Carrera | Carrera | Carrera   | Puntaje | Rango final |
| Atleta                | Origen  | Evento                | 1       | 2       | 3       | 4       | 5       | 6       | 7       | 8       | 9       | 10      | Final     | Puntaje | Rango final |
| --------------------- | ------- | --------------------- | ------- | ------- | ------- | ------- | ------- | ------- | ------- | ------- | ------- | ------- | --------- | ------- | ----------- |
| Philipine van Aanholt | Curazao | Láser Radial femenino | 36      | 38      | 38      | 29      | 33      | 37      | 16      | 27      | 42      | 37      | Eliminada | 291     | 36          |